# DR P1
DR P1 (pełna nazwa: Danmarks Radio Program 1), również jako po prostu P1 – duńska stacja radiowa, należąca do publicznego nadawcy DR. Jest najstarszą z rozgłośni DR, działającą od 1925 roku.

## Charakterystyka
Ramówka stacji składa się głównie z audycji mówionych: informacyjnych, publicystycznych, kulturalnych, społecznych, a także słuchowisk. Według danych z roku 2011, średni wiek słuchacza wynosi ok. 60 lat. W czasie porannego radiowego prime time stacja notuje słuchalność na poziomie ok. 200 tysięcy osób, co daje jej czwarte miejsce na duńskim rynku radiowym. 

## Dostępność
Stacja dostępna jest w Danii i państwach sąsiednich za pośrednictwem fal długich na częstotliwości 243 kHz, z nadajnika Kalundborg Transmitter. Na terenie Danii możliwy odbiór w cyfrowym i analogowym przekazie naziemnym, ponadto prowadzony jest niekodowany przekaz z satelitów Astra 4A i Intelsat 903. Można jej także słuchać przez internet. 